# Abtenau
Abtenau är en ort och köpingskommun i distriktet Hallein i förbundslandet Salzburg i Österrike. 
Kommunen har 6 041 invånare (2024) och består av 23 orter (Ortschaften) (inom parentes invånarantal 1 januari 2024):

- Abtenau (1 221)
- Au (541)
- Döllerhof (448)
- Erlfeld (180)
- Fischbach (431)
- Gseng (23)
- Hallseiten (49)
- Kehlhof (537)
- Leitenhaus (157)
- Lindenthal (518)
- Möselberg (108)
- Pichl (491)
- Rigaus (218)
- Salfelden (81)
- Schorn (291)
- Schratten (126)
- Seetratten (96)
- Seydegg (21)
- Stocker (134)
- Unterberg (48)
- Wagner (102)
- Waldhof (178)
- Wegscheid (42)

Orten har en större turistverksamhet med cirka 370 000 övernattningar per år (värde från 2017). Abtenau är säte för en domstol, ett sjukhus och för ett skogsbruksföretag. Här finns även en spaanläggning. Samhället nämndes 977 för första gången i en urkund. Abtenaus kyrka är från sengotiken och kyrkans altare från barocken. Inom kommunen ligger flera vattenfall såsom Aubachfall, Tricklfall och Dachserfall.